# Mannsfeld (Köln)
Mannsfeld ist ein ehemaliges Kölner Stadtviertel in den heutigen Stadtteilen Raderberg und Bayenthal.
Das Viertel bekam seinen Namen durch den Unternehmer und Hotelier Carl Friedrich Mann, der Ländereien an der Bonner Straße erwarb und dort Häuser errichten ließ. Er ließ dort auch die Villa Lenders erbauen. Der Name Mannsfeld war bis in die 1940er Jahre gebräuchlich. Heute erinnert noch die Mannsfelder Straße in Raderberg an das Viertel.